# Неудачена, Елена Анатольевна
Елена Анатольевна Неудачена (10 июня 1986) — российская футболистка, защитница, тренер.

## Биография
Воспитанница ДЮСШ г. Красноярска и воронежской «Энергии». На взрослом уровне начала выступать в составе «Энергии» в 2005 году и провела в её составе несколько сезонов в первом и высшем дивизионах России.
В 2010 году выступала в первом дивизионе России за «Мордовочку», забила за сезон 10 голов и стала бронзовым призёром соревнований. В следующем сезоне вместе с «Мордовочкой» играла в высшей лиге. В сезоне 2012/13 перешла в «Дончанку» (Азов), также игравшую в высшей лиге, но не закрепилась в составе клуба, сыграв лишь 3 матча. В 2013 году вернулась в «Мордовочку», где провела ещё два сезона в высшей лиге вплоть до расформирования профессионального клуба. Позднее играла за «МГПИ-Мордовочку» во второй лиге.
После окончания игровой карьеры работала тренером в ДЮСШ г. Ковылкино (Мордовия). Также входила в тренерский штаб клуба «Олимп» (Ковылкино).